# Constantin d'Aspre
Constantin d'Aspre (en allemand Konstantin Aspre), baron d'Aspre et d'Hoobreuck (né à Bruxelles le 18 décembre 1789, mort à Padoue le 24 mai 1850) est un militaire autrichien, lieutenant-feld-maréchal.
Il est un des acteurs des batailles de Vicence et de Novare, chef du corps expéditionnaire en Toscane en 1849, poursuivant à deux reprises Garibaldi à Morazzone et Comacchio.

## Biographie

### Le début de carrière
Constantin d'Aspre nait à Bruxelles au cours des dernières années de la domination autrichienne, il est le fils du lieutenant-feld-maréchal Charles d'Aspre, originaire de Gant, mort en 1809. En 1806, âgé de 17 ans, il s'enrôle dans l'armée autrichienne. En 1809, lorsque le ministre Stadion et François Ier décide l'entrée en guerre, d’Aspre est lieutenant major à l'état major. La campagne se conclut par la défaite de l'archiduc Charles à Wagram, Aspre reste au sein de l'armée impériale autrichienne malgré les menaces de se voir réduite à 150 000 hommes par le traité de Schönbrunn.
Le 11 juin 1809, cinq jours après Wagram (où le père de Constantin, Charles est blessé mortellement et décède le lendemain en raison de ses blessures) le baron Marcellin de Marbot le rencontre et note dans ses souvenirs un curieux épisode: alors que les troupes françaises du maréchal Masséna attaquent la ville de Teswitz, un message de l'empereur Napoléon annonce la conclusion d'un armistice. À la nouvelle, deux officiers s'interposent entre les unités prêtes à la bataille: Marbot, aide de camp du maréchal Masséna et d'Aspre, aide de camp de l'Archiduc Charles. Ils seront tous deux blessés, le second à l'épaule et il insiste auprès du premier pour être soigné par les chirurgiens français qu'il croit meilleurs que les siens. Il est reçu par Masséna et visité par Napoléon, qui lui promet toute l'aide possible et lui transmet ses compliments pour l'archiduc. Constantin d'Aspre et Marcellin de Marbot se rencontreront presque trente ans plus tard à Crémone. À l'issue des deux rencontres, Marbot définira d'Aspre comme « un homme subtil, mais plutôt excitable ».

## la première période italienne
L’occasion de la énième revanche se produit en décembre 1812, lorsque Napoléon rentre de Russie avec une armée réduite et exténuée.
En ce mois de décembre la Prusse se déclare neutre pour passer, le 28 février 1813 dans l'alliance créée par la Russie et la Grande-Bretagne. L’Autriche s'associe seulement le 20 août 1813 à cette alliance et organise deux armées : la principale, confiée à Schwarzenberg et à Radetzky, est destinée au front allemand et participe à la victoire de la bataille de Leipzig du 16 au 19 octobre 1813. La seconde, confiée mi-décembre 1813 à Bellegarde, est destinée à envahir l'Italie. C'est à cette dernière que d’Aspre est nommé. 
Il participe aux premières opérations contre l'armée franco-italienne d'Eugène de Beauharnais, Vice-roi du royaume d'Italie. Il prend part à la lente avancée sur l’Isonzo aux portes de la Lombardie, interrompu par la défaite infligée par Eugène à Bellegarde le 8 février 1814, sur le Mincio. L'échec de l'action autrichienne permet la signature, le 16 avril, de la convention de Mantoue qui établit une ligne de cessez-le-feu au-delà de Peschiera et Mantoue qui restent italiennes.
Le 20 avril, la noblesse milanaise nomme un comité de régence provisoire rebelle à Eugène qui envoie des délégués à Bellegarde pour qu'ils prennent possession de Milan. Eugène prend acte que l'indépendance du royaume d'Italie est compromise et le 23 avril, il signe à Mantoue la capitulation.
La conquête de l'Italie aurait été incomplète avec l'existence de dernier royaume non vassal de l'Autriche : le royaume de Naples de Murat bien qu'il ait trahi, le 11 janvier 1814 Eugène de Beauharnais et Napoléon en s'alliant avec Vienne. Murat rassemble 27 000 hommes et se déclare promoteur et défenseur de l'unité italienne. Une armée autrichienne commandée par la général Bianchi le bat lors de la bataille de Tolentino.
Ces évènements sont les circonstances favorables qui permettent à d’Aspre, encore major, de se mettre en avant: Murat a placé son quartier général à Teano et il se replie avec ses troupes sur la ligne de Volturno, au-dessus de Capua : il y replie aussi la IVe division commandée par le ministre de la guerre François Macdonald, qui pour la nuit du 16 au 17 mai a installé son campement auprès Mignano dans la province de Caserte. D’Aspre réalise un  raid nocturne, à la tête de seulement deux compagnies et deux escadrons autrichiens. La surprise est totale et sur 6 000 napolitains seuls 700 réussissent à rejoindre le gros de troupes à Capua.
L'opération fait grande sensation et c'est probablement en cette occasion que d’Aspre reçoit la croix de Chevalier (le premier des trois niveaux) de l’Ordre militaire de Marie-Thérèse. L'historien Piero Pieri a soutenu que cet épisode a convaincu Murat que tout était fini. La campagne se termine le 19 mai, avec le départ de Murat pour la Corse: le 2 juin les Autrichiens réinstallent à Naples Ferdinand Ier des Deux-Siciles.
En 1820, d'Aspre participe au corps expéditionnaire autrichien qui bat Guglielmo Pepe à Rieti et réinstalle le gouvernement absolutiste de Ferdinand Ier des Deux-Siciles.
En 1831, d'Aspre participe à la répression des mouvements de révoltes en l'Italie centrale ce qui permet la restauration des duchés de Parme et de Modène et de Bologne aux troupes papales.

## Charges hors d'Italie
En 1833, il est muté en Bohème et en 1835 à Innsbruck.

## La prise de commandement en Vénétie
En 1840, il est promu lieutenant-feld-maréchal, comme l'avait été son père, et il est muté en Italie. En août 1846, on lui confie le IIe corps d'armée basé à Padoue. Il prend le commandement militaire de la Vénétie sous l'autorité du commandant militaire de la Lombardie et du royaume lombard-vénitien, le feld-maréchal Joseph Radetzky, en place à Milan. Il est le témoin de l'affrontement entre la troupes et les étudiants de l'université de Padoue qu'il réprime férocement et proclame la loi martiale.

## La première guerre d'indépendance

### La première phase autour deVérone
Lors du déclenchement de la révolution à Milan, avec une grande intuition, il quitte Padoue et Vicence pour se porter sur Vérone qui constitue la vraie clé des possessions autrichiennes en Italie. Il réussit à bloquer les mouvements insurrectionnels et offre une position de retrait sécurisée à Joseph Radetzky qui le rejoint avec ses troupes défaites après son retrait de Milan.
Quand celui-ci reprend l'offensive, d’Aspre le suit à Mantoue le 28 mai et brise la résistance des Toscans le 29 mai à Curtatone. Après Radetzky et d’Aspre tardent trop à se déplacer et, finalement quand ils se décident le lendemain matin, ils se trouvent face à l'armée sarde de Eusebio Bava qui bien organisée lui inflige une défaite, non décisive, à Goito, le 30 mai. D'Aspre ne participe pas aux combats, il a reçu l'ordre de contourner l'armée sarde par la droite sans résultat. Radetzky ordonne à d’Aspre de se retirer à Mantoue.
D'Aspre participe à la reconquête de Vicence, le 10 et 11 juin). Obtenant la capitulation de l'armée romaine de  Giacomo Durando, il impose à Vicence une contribution de trois millions et, ne l'obtenant pas, il ordonne la mise à sac.
Il conduit le IIe corps d'armée lors de l'offensive finale qui débute le 23 juin et qui se termine par la défaite de l'armée de Charles-Albert de Sardaigne à Custoza le 25 juillet. D’Aspre mène les combats de  Sommacampagna et Volta Mantovana
Charles-Albert se replie sur Milan et accepte l'armistice Salasco qui oblige l'armée piémontaise à évacuer la Lombardie et Milan qui est réoccupé le 6 août).

### Le premier échec avecGaribaldi
D’Aspre réoccupe Brescia le 16 août à la tête de 7 000 hommes et 25 canons, il défile précédé par les fanfares militaires qui traversent les rues désertées par la population qui est enfermée chez elle. Il doit faire face aux derniers combats en Lombardie sur la frontière suisse (à l'époque la Province de Côme), de Garibaldi à la tête d'un millier de volontaires. Radetzky adjoint à d'Aspre l'entier IIe corps d'armée ainsi que deux autres brigades soit 20 000 hommes. d’Aspre mène une campagne pour intercepter Garibaldi et il réussit à le bloquer vers Morazzone, le 5 août. Garibaldi s'en sort par un sentier et rejoint la frontière suisse le 27.
D’Aspre reste impressionné au point de faire son éloge au cours d'une réunion avec un représentant sarde à Parme:
« l'homme qui aurait puissamment servi votre cause, vous ne l'avez pas reconnu: c'est Garibaldi ». Jugement répété dans deux rapports à Radetzky dans lesquels il reconnait son « initiative et énergie ».

### La reprise de la guerre
Lorsque la guerre reprend le 20 mars 1849, d'Aspre suit Radetzky au-delà du Tessin. Il commande le IIe corps d'armée au cours de l'assaut de Mortara, le 21 mars, où il est assisté du jeune Archiduc Albert, et par Albert de Teschen, alors respectivement commandant de division et colonel mais destinés à de plus grands honneurs.
D’Aspre conduit son corps d'armée à l'assaut des positions sarde à la Bicocca (un faubourg au sud-est de Novare). Il est repoussé et doit subir quatre heures d'attaque aux termes desquelles le général sarde Wojciech Chrzanowski, au lieu de commander une contre-attaque générale, préfère se replier, permettant à d'Aspre de sauver son corps d'armée et à Radetzky de concentrer l'armée pour une grande attaque le jour suivant qui permet à l'armée autrichienne d'obtenir la victoire à Novare.

### La reprise en main autrichienne

#### Le duché de Parme
Charles II est monté sur le trône  du duché de Parme seulement le 17 décembre 1847, à la mort de  Marie-Louise, sœur de Ferdinand Ier d'Autriche. Les Autrichiens considèrent le duché comme leur bien.
Charles II doit affronter le 19 mars 1848, une révolte populaire qui le contraint à abdiquer, laissant le duché aux mains d'un gouvernement provisoire qui le 16 juin vote l'union au royaume de Sardaigne. Tout est remis en cause après l'armistice Salasco. À la reprise des combats, en mars 1849, Parme, comme la Lombardie, est évacué par les troupes autrichiennes sur ordre de Radetzky qui préfère les concentrer pour les amener à la victoire à Novare.
Après la bataille de Novare, début avril, d’Aspre est envoyé à Parme pour l'occuper en qualité de gouverneur suprême des États de Parme.
D’Aspre effectue une épuration en chassant par exemple Paolo Oppici, directeur de la Gazzetta di Parma qui a soutenu l'annexion du duché au royaume de Sardaigne.

#### La Toscane
De Parme, Radetzky charge d'Aspre de réprimer la révolution en Toscane à la demande de Léopold II et de le réinstaller à la tête du duché. Pour Radetzky, il est urgent d'occuper la plus grande partie possible des États pontificaux et confirmer la traditionnelle appartenance de la Toscane à la sphère d'influence autrichienne. Le 24 avril, un corps expéditionnaire français a débarqué à Civitavecchia avec 7 000 hommes afin de s'opposer à la république romaine pilotée par Mazzini.
D’Aspre se présente sous les Apennins avec son IIe corps d'armée et accompagné par l'archiduc Albert, par Walmoden et  Francesco V du Modène. L’expédition comprend 18 000 hommes, plus de cent canons, du génie et le nécessaire pour une campagne militaire. Le 5 mai, il occupe Lucques, le 6 Pise. Livourne ferme ses portes et est bombardée le 10 mai. Le lendemain matin, les bombardements reprennent qui ouvrent une brèche dans les murs par où les troupes submergent la ville. Elles rencontrent une résistance et se comportent comme dans une ville  prise d'assaut : d'Aspre autorise la mise à sac et les représailles, les assaillants pénètrent dans tous les édifices qui ont résisté, saccageant et tuant jusqu'au soir. Des recherches contemporaines évaluent à 317 les fusillés et 800 morts au total.
Cette répression en raison notamment de la disproportion entre combattants livournais et autrichiens constitue un véritable crime de guerre qu'on peut attribuer à la cruauté de d'Aspre qui affirmera le 24 mai à Empoli) que « la faction qui opprimait Livourne a été par mes armes détruite ».
Après quoi, il complète sa mission le 25 mai en entrant dans Florence, il déclare l'état de siège et soumet les délits communs à la juridiction des tribunaux militaires.

## Le second échec avecGaribaldi
À Rome, le chef de corps de l'expédition militaire française Oudinot attaque la ville le 3 juin et rencontre une résistance plus dure que prévu malgré les bombardements. La république ne se rend que le 2 juillet.
Le même jour Garibaldi rassemble  place Saint-Pierre 4 700 volontaires et sort par la porte est avec l'intention de rejoindre Venise qui  subit le siège des Autrichiens.
Son obstacle le plus proche est d'Aspre qui est commandant des troupes d'occupation en Toscane et de l'armée toscane en cours de réorganisation. D'Aspre a appris à craindre Giuseppe Garibaldi, il écrit : « Toute l'Italie centrale serait tombée dans les mains de l'aventurier militaire, son nom et son influence auraient donné les moyens pour une nouvelle insurrection dans ce malheureux pays ».
Il lance la poursuite avec 2 000 hommes, contraignant Garibaldi à trouver refuge le 31 juillet dans la  république de Saint-Marin qui est neutre.
D’Aspre fait fusiller les prisonniers comme le capitaine romagnole Basilio Bellotti et cinq autres personnes, le 29 juillet, Angelo Brunetti dit Ciceruacchio avec son fils Lorenzo, à peine âgé de 13 ans, et six autres personnes  le 10 août, Ugo Bassi et Giovanni Livraghi le 8 août à Bologne. D'Aspre contribue de manière déterminante à la création des martyrs du risorgimento italien.

## La fin
En octobre 1849; il prend le commandement du VIe corps d'armée de nouveau à Padoue. C'est là qu'il meurt encore en poste, le 24 mai 1850. Culoz (de) lui succède jusqu'en 1852, puis l’archiduc Charles Ferdinand (frère de l’archiduc Albert), jusqu'en 1853.
Après sa mort, un des nouveaux forts réalisé entre la première guerre d'indépendance italienne et la seconde guerre d'indépendance italienne lui est dédié vers Vérone : le Forte d’Aspre qui se situe à 400 mètres au nord du bourg de Santa Lucia, dans le premier cercle externe, réalisé de 1851 à 1859, dont il ne reste que le terreplein en très mauvais état alors qu'il ne reste rien des murs. Avant sa démolition, il a été rebaptisé Forte Fenilone.